# 桑赛 (德塞夫勒省)
桑赛（法語：Sansais，法語發音：[sɑ̃sɛ]）是法国德塞夫勒省的一个市镇，属于尼奥尔区。

## 地理
桑赛（46°16'26"N, 0°35'8"W）面积14.94 平方千米，位于法国新阿基坦大区德塞夫勒省，该省份为法国西部内陆省份，北起曼恩-卢瓦尔省，西接旺代省，南至夏朗德省和滨海夏朗德省，东临维埃纳省。
与桑赛接壤的市镇（或旧市镇、城区）包括：阿米雷、库隆、弗龙特奈罗昂罗昂、马涅、勒瓦诺-伊尔洛。

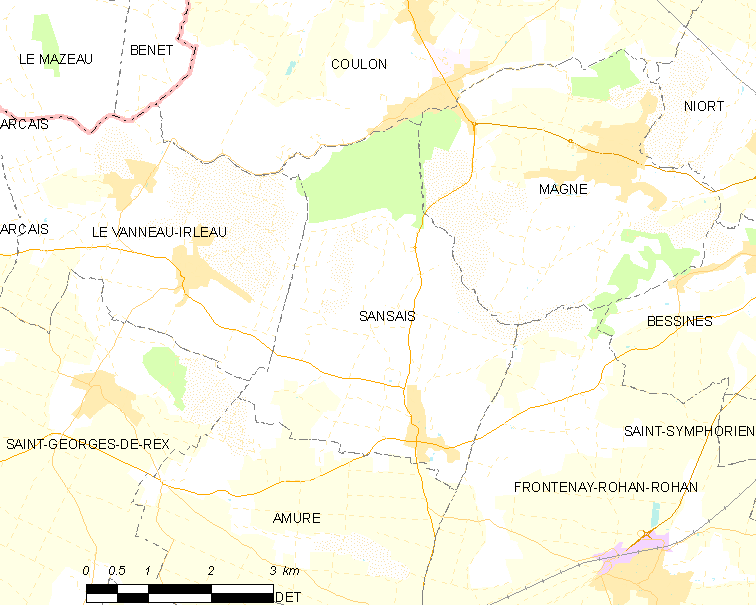
的OSM定位图

桑赛的时区为UTC+01:00、UTC+02:00（夏令时）。

## 行政
桑赛的邮政编码为79270，INSEE市镇编码为79304。

## 政治
桑赛所属的省级选区为弗龙特奈罗昂罗昂县。

## 人口

1962-2008年间人口变化图示

桑赛于2022年1月1日时的人口数量为765人。